# 236
Cette page concerne l'année 236  du calendrier julien. Pour l'année 236 av. J.-C., voir 236 av. J.-C. Pour le nombre 236, voir 236 (nombre).
L'année 236 est une année bissextile qui commence un vendredi.

## Événements
- 10 janvier : Fabien devient évêque de Rome (fin en 250)[1]. Il partage Rome en sept diaconies[2].
- 13 août : les corps de Pontien et de son compétiteur Hippolyte de Rome sont inhumés le même jour, le premier dans la crypte des Papes des catacombes de St Callixte, le second dans les catacombes de la voie Tiburtine[3].

- Maximin combat avec succès les Germains autour de Ratisbonne, puis marche vers l'est contre les Daces libres et les Sarmates ; il transfère probablement son quartier général à Sirmium. Son fils Gaius Julius Verus Maximus est désigné comme César, peut-être au printemps[4].
- Nouveaux raids du roi sassanide Ardachîr Ier en Mésopotamie romaine contre Nisibe, Carrhes, peut-être Rhesaina et Singara[4].

## Décès en 236
- 3 janvier : Antère, évêque de Rome[1].